# New Warriors

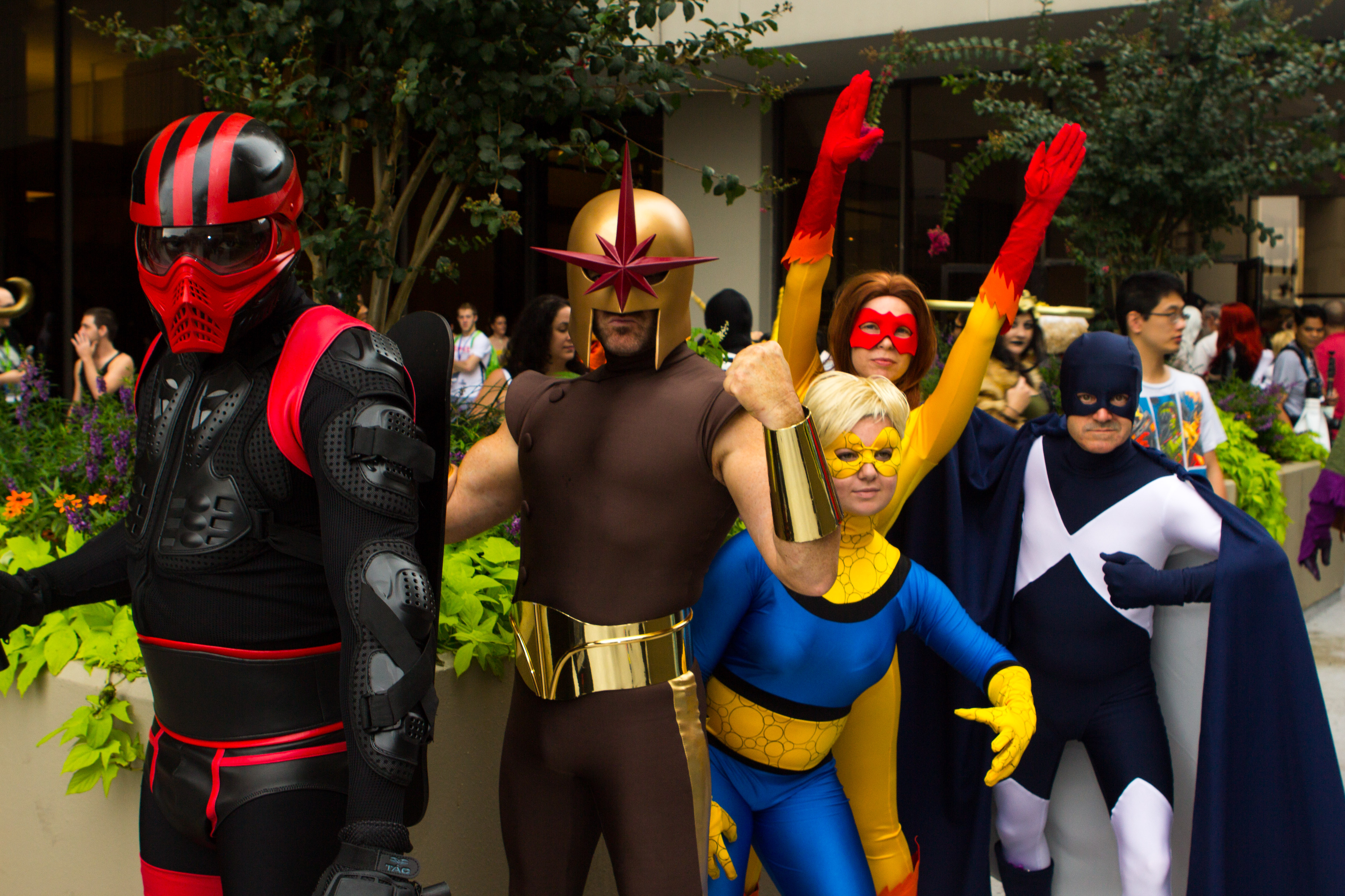
Cosplayerzy w kostiumach grupy New Warriors

New Warriors (Nowi Wojownicy) są grupą superbohaterów występujących w komiksach serii wydawnictwa Marvel Comics. Zadebiutowali w 1989 roku w 411 numerze komiksu The Mighty Thor.
New Warriors narysował po raz pierwszy Tom DeFalco, a w skład drużyny wchodzili: Nova, Speedball, Namorita, Marvel Boy i Firestar, każdy z tych bohaterów otrzymał w późniejszym czasie swoje solowe serie komiksowe. Pierwszym liderem grupy został Night Thrasher. Komiks ten był odpowiedzią na komiks z wytwórni DC Comics, czyli Teen Titans, New Warriors byli także młodą wersją Avengers. 
W 2007 pojawiła się w USA 4 seria komiksowa o losach bohaterów New Warriors. Drużyna ma jednego bohatera z oryginalnego składu New Warriors czyli Night Thrasher, pozostali są nowi w tej grupie. 
Seria jest pisana przez Kevina Greviouxa scenarzystę filmu Underworld, rysownikiem jest Paco Medina. Seria miała swój debiut w czerwcu 2007. W skład nowej drużyny wchodzą: Sofia Mantega, znanej jako Wind Dancer, Barnell "Barry" Bohusk, znany jako Beak, Night Thrasher, Wondra, Tempest, War Hawk, Decibel, Ripcord, i Renascence.